# 沟突闪腹蛛
沟突闪腹蛛（学名：Hypselistes fossilobus）为皿蛛科闪腹蛛属的动物。在中国大陆，分布于吉林等地。该物种的模式产地在吉林。